# Florence Guérin
Florence Guérin, devenue Florence Nicolas, née le 12 juin 1965 à Nice, est une actrice française.

## Biographie
Vivant au départ dans un milieu aisé, elle se retrouve vers l'âge de 10 ans dans une HLM de Cannes-La Bocca à la suite d'un accident arrivé à son père. Elle quitte l'école à 14 ans et remporte le concours de Miss Cinéma au Festival de Cannes en 1980.
Le 31 mai 1998, elle est victime d'un grave accident de la circulation causé par un chauffard ivre à Villepinte, ce qui lui vaudra plusieurs années de rééducation. Son fils, Nicolas, âgé de 5 ans, meurt dans la tragédie.
Elle patientera trois ans avant de reprendre sa carrière, essentiellement par des rôles dans des séries télévisées et des publicités, sous le nom de Florence Nicolas (prénom de son fils disparu).
Le 12 mars 2002, par décret du Premier Ministre Lionel Jospin, elle est officiellement autorisée à changer de nom et devient Florence Nicolas. Ce décret est publié au Journal officiel et signé par la Ministre de la Justice, Marylise Lebranchu.

## Filmographie

### Cinéma

#### Longs métrages
- 1981 : Caligula et Messaline (Caligola e Messalina) de Bruno Mattei
- 1982 : Les Sous-doués en vacances de Claude Zidi : B.B.1
- 1982 : Plus beau que moi, tu meurs de Philippe Clair
- 1983 : Le Bourreau des cœurs de Christian Gion : la starlette
- 1983 : La Scarlatine de Gabriel Aghion
- 1983 : La Vénus noire (Black Venus) de Claude Mulot : Louise
- 1983 : Surprise Party de Roger Vadim : Michèle Sire
- 1984 : Vénus de Jean Jabely : Florence
- 1985 : Gros dégueulasse de Bruno Zincone : la seconde femme enceinte/la petite fille
- 1985 : Le Déclic de Jean-Louis Richard : Claudia Christiani
- 1986 : La Jeune fille et l'enfer (La joven y la tentación) de François Mimet : Marthe
- 1986 : La Bonne de Salvatore Samperi : Anna
- 1986 : Le Couteau sous la gorge de Claude Mulot : Catherine Legrand
- 1987 : Montecarlo Gran Casinò (it) de Carlo Vanzina : Sylvia
- 1987 : D'Annunzio de Sergio Nasca : Clo Albrini
- 1987 : Attraction fatale (L'attrazione) de Mario Gariazzo : Nadine
- 1987 : Profumo (it) de Giuliana Gamba : Lorenza
- 1987 : La Peau de l'ours n'est pas à vendre de Jean Jabely
- 1987 :  Scuola di ladri - Parte seconda (it) de Neri Parenti : Susanna Volpi
- 1988 : Les Prédateurs de la nuit (Los depredadores de la noche) de Jesús Franco : Florence Guérin
- 1988 : Sotto il vestito niente II (it) de Dario Piana (it) : Mélanie
- 1989 : Il gatto nero (it) de Luigi Cozzi : Daria
- 1990 : Alcune signore per bene (it) de Bruno Gaburro : Bianca
- 1990 : Viaggio d'amore d'Ottavio Fabbri (it) : Driana
- 1991 : Omicidio a luci blu (it) d'Alfonso Brescia : Starlette Dubois / Chérie
- 1992 : La bionda de Sergio Rubini
- 1992 : Cattive ragazze de Marina Ripa di Meana : Marylin
- 1995 : Storie di seduzione d'Antonio Maria Magro : Diana Della Valle
- 2000 : Femmes ou Maîtresses (The Donor) de Jean-Marie Pallardy : Sylvia
- 2016 : Le Cœur en braille de Michel Boujenah : l'hôtesse du concours
- 2023 : Felicità de Micaela Ramazzotti
- 2024 : Stella Mantoni, Il Ritorno de Christian Le Hémonet : Stella Mantoni

#### Courts métrages
- 1997 : Abus de méfiance de Pascal Légitimus
- 2009 : Patients et compréhensifs de Bruno Lainé
- 2010 : Abbesses de Grégory Turbellier
- 2010 : L'argentique VS & la HD de Mathieu Saint-Amans
- 2011 : I.E.M de Maxime Pastorio
- 2020 : Stella Mantoni de Christian Le Hémonet : Stella Mantoni (sous le nom de Florence Nicolas)

### Documentaires
- 2001 : Renaissants d'Alexis Taillant[3] : elle-même
- 2007 : Virages d'Alexis Taillant : elle-même
- 2007 : La voie mystérieuse du Nirvana de Régis Ghezelbash (seulement voix)
- 2008 : Harmony de Régis Ghezelbash (seulement voix)

### Télévision

#### Téléfilms
- 1980 : La Naissance du jour de Jacques Demy
- 1990 : Quel treno per Budapest de Paolo Poeti : Sylvia
- 2005 : L'Homme qui voulait passer à la télé de Amar Arhab et Fabrice Michelin : Sharon / l’infirmière
- 2007 : Paul et ses femmes d'Élisabeth Rappeneau : la maman

#### Séries télévisées
| - 1987 : Quattre storie di donne, 1 épisode de Dino Risi : Florence - Saison 1, épisode 2 : Carla - 1991 : Lola et quelques autres, 1 épisode - Saison 1, épisode 7 - 1991 : Tribunal, 1 épisode d'Andrée Moracchini : Myriam Verdon - Saison 2, épisode 14 : La proxénète - 1992 : Taggart d'Alan Macmillan : Francoise Campbell - Saison 7, épisode 1 : Violent Delights - 1995 : Quatre pour un loyer, 1 épisode de Georges Barrier - 2000 : Sandra et les siens, 1 épisode de Paul Planchon : Madame Paoli - Saison 1, épisode 2 : Les Cathédrales du silence | - 2002 : Il Bello delle donne, 3 épisodes de Maurizio Ponzi : Lilletta Di Balsano - Saison 2, épisode 3 : Marzo - Saison 2, épisode 4 : Aprile - Saison 2, épisode 7 : Luglio - 2005 : Les Inséparables, 3 épisodes d'Élisabeth Rappeneau : la cliente à la banque - Saison 1, épisode 3 : Nouveaux départs - 2009 : RIS police scientifique, 1 épisode de Christophe Barbier : Madame Baulieu - Saison 4, épisode 15 : À l'ombre du paradis |

## Publication
- 2009 : C'est pas grave maman[4]